# Анжеліка Андре
Анжеліка Андре (порт. Angélica André, 13 жовтня 1994) — португальська плавчиня.
Учасниця Олімпійських Ігор 2020 року, де в марафонському плаванні на 10 км посіла 17-те місце.